# Litlihöfði
Litlihöfði är ett berg i republiken Island. Det ligger i regionen Suðurland, 130 km öster om huvudstaden Reykjavík. Toppen på Litlihöfði är 1 146 meter över havet, eller 294 meter över den omgivande terrängen. Bredden vid basen är 8,3 km.
Trakten runt Litlihöfði är nära nog obefolkad, med mindre än två invånare per kvadratkilometer. Det finns inga samhällen i närheten. Trakten runt Litlihöfði består i huvudsak av gräsmarker.